# Maysa: Quando Fala o Coração
Maysa: Quando Fala o Coração é uma minissérie brasileira produzida e exibida pela TV Globo de 5 e 16 de janeiro de 2009, em 9 capítulos.
Escrita por Manoel Carlos, com colaboração de Ângela Chaves, Maria Carolina e Mariana Torres, que retratou a vida da cantora Maysa, sob direção geral e de núcleo de Jayme Monjardim, direção musical de Mário Meirelles e cenografia de Raul Travassos.
Contou com Larissa Maciel, Mateus Solano, Jayme Matarazzo, Eduardo Semerjian e Ângela Dip nos papéis principais.

## Sinopse
Da menina sapeca à mãe, mulher rebelde e em busca de seus sonhos. Da época do rádio até o predomínio da televisão. A minissérie cobre toda a vida da cantora Maysa Matarazzo, e, por meio dela, é possível obter um panorama da vida brasileira no período dos anos 50, 60 e 70.
No começo dos anos 50, quando a cantora ainda é uma criança, veem-se famílias conservadoras da alta sociedade. À medida que Maysa cresce, é possível ver as mudanças pelas quais o Brasil passou nesse tempo. O comportamento devia ser "adequado", pois havia uma cobrança muito grande para isso, tanto que Maysa foi enviada para um internato em Paris quando era criança para ter uma educação digna de jovens de seu nível social.
Chegam os anos 60 e, com eles, começam as mudanças. Maysa, porém, já estava adiantada há muito tempo. Não era a menina que seus pais imaginavam, mas a que ela mesma havia criado. Seguia seus sonhos e se afirmava como uma mulher independente. Tanto é que não recebia pensão depois de divorciar-se e nem quando era casada. Não se cansava e buscou várias novidades.
Já viúva, foi para a Europa seguir sua carreira e fugir da fama que lhe perseguia no Brasil, deixando seu filho num internato em Madrid por muitos e muitos anos. Encontrou vários amores e por lá ficou. Voltou e os anos 70 apareceram meio de surpresa. O sucesso continuava e o país se modernizava, enquanto isso. Era tempo do milagre econômico e as vendas de discos de Maysa se mantinham sustentáveis. No Brasil, ela abraçou de vez a carreira televisiva. Arriscou-se até em telenovelas, já famosas pela qualidade e popularidade. Mas um fim trágico ocorreu, calando para sempre a voz de uma estrela.

## Elenco
| Interprete          | Personagem                   |
| ------------------- | ---------------------------- |
| Larissa Maciel      | Maysa Figueira Monjardim     |
| Eduardo Semerjian   | André Matarazzo              |
| Mateus Solano       | Ronaldo Bôscoli              |
| Jayme Matarazzo     | Jayme Monjardim              |
| Denise Weinberg     | Amália Matarazzo             |
| Nelson Baskerville  | Alcebíades Monjardim (Monja) |
| Ângela Dip          | Ináh Monjardim               |
| Marat Descartes     | Carlos Alberto               |
| Priscilla Rozenbaum | Ana                          |
| Pablo Bellini       | Miguel Azanza                |
| Cristine Perón      | Beta (Nara Leão)             |
| Melissa Vettore     | Gabriela                     |
| Simone Soares       | Nina (Miss Turquia)          |
| Beto Matos          | Régis                        |
| Caio Sóh            | Guto (Augusto)               |
| Cristiane Carniato  | Marlene                      |
| Fátima Montenegro   | Yvone                        |
| Rogério Falabella   | Andrea Matarazzo             |

### Elenco de apoio e participações especiais
| Interprete          | Personagem                                          |
| ------------------- | --------------------------------------------------- |
| Thainá Elisa Borges | Maysa (criança)                                     |
| André Matarazzo     | Jayme Monjardim (criança)                           |
| Maria Gadú          | cantora do clube noturno                            |
| Adriana Quadros     | vizinha                                             |
| Adriano Garib       | Roberto Côrte Real                                  |
| Glauce Graieb       | Teresa Matarazzo                                    |
| Gustavo Trestine    | Alcebíades Monjardim Filho ("Cibidinho")            |
| Luiz Carlos Ayres   | Cibidinho (adolescente)                             |
| Michel Nix          | Cibidinho (criança)                                 |
| Alexandre da Costa  | Walter Abrahão                                      |
| Arnaldo Marques     | Walter Silva (Pica-pau)                             |
| Carlos Meceni       | Gouveia                                             |
| Claudio Galvan      | Sílvio Caldas                                       |
| Lorenzo Martin      | Pedro Mattar                                        |
| Malu Rocha          | Dona Rosa                                           |
| Sarito Rodrigues    | Elizeth Cardoso                                     |
| Alcemar Vieira      | fotógrafo                                           |
| Anja Bittencourt    | irmã do colégio interno                             |
| Antônio dos Santos  | porteiro                                            |
| Emmanuel Pasqualini | empresário                                          |
| Marcelo Torreão     | empresário                                          |
| Fabíula Nascimento  | recepcionista do hotel                              |
| Liana Naomi         | mulher no camarim                                   |
| Marcos Azevedo      | operador de som da apresentação de Maysa            |
| Michelle Bouvier    | amiga de Maysa                                      |
| Monalisa Gomes      | amiga de Maysa                                      |
| Murilo Grossi       | médico                                              |
| Natalio Maria       | Antônio                                             |
| Nilvan Santos       | zelador do prédio de Maysa                          |
| Orion Ximenes       | advogado                                            |
| Paulo Vespúcio      | repórter                                            |
| Raul Veiga          | amigo de Maysa                                      |
| Roberta Almeida     | Lisa (Elis Regina)                                  |
| Rogério Barros      | jornalista que entrevista Maysa                     |
| Sérgio Stern        | garçom                                              |
| Vitor Gonçalo       | rapaz português                                     |
| Zé Renato           | apresentador que interrompe a apresentação de Maysa |

## Produção
Foi o primeiro trabalho de prestígio da atriz Larissa Maciel, que interpreta a protagonista Maysa.  Ela participou de um concurso, para viver a cantora, no qual venceu cerca de mais de 200 candidatas para conseguir o papel. Após ser escolhida para o papel, Larissa fez uma espécie de "universidade Maysa", onde ela aprendeu a falar, cantar, respirar e até segurar o cigarro como a Maysa. Foram cerca de 4 meses de preparação feitos antes de iniciar as gravações da minissérie.
Com o custo de R$ 1 milhão por capítulo - ao todo, a produção teve um orçamento de R$ 9 milhões.
Seguindo uma abordagem realista, a direção optou por filmar as cenas externas da minissérie em edifícios históricos do Rio de Janeiro, que retratam a alta sociedade das décadas enfocadas na história. Foram usados como locações o Hotel Copacabana Palace, o Hotel Glória, a Casa Julieta de Serpa, o Museu de Arte Moderna (MAM), o Edifício Gustavo Capanema, o Palácio Itamaraty e a Reitoria da Universidade Federal do Rio de Janeiro (UFRJ). O Palácio das Laranjeiras – residência oficial do governador do Rio de Janeiro – serviu de cenário para o interior da mansão da família Matarazzo. A direção de arte teve apenas de acrescentar flores, louças e pratarias para melhor caracterizar o local.
Os grandes shows retratados na trama foram gravados no Palácio Quitandinha, em Petrópolis, na região serrana do Rio. A fachada da mansão Matarazzo, que era situada na Avenida Paulista, em São Paulo, teve como locação uma avenida com casas de época, no mesmo município. O diretor Jayme Monjardim ainda abriu as portas de sua casa em Maricá, na região litorânea do Rio de Janeiro, construída pela cantora, para realizar as cenas finais da minissérie. A minissérie teve cenas gravadas na Espanha, na França e em Portugal.
Trechos dos diários da cantora podem ser vistos na minissérie. Além disso, a narrativo não é linear e a voz da cantora foi usada. O diretor musical Mário Meirelles teve a ideia de colocar trechos de músicas, sendo dubladas por Larissa Maciel, ao invés da atriz cantar, como estava previsto.
Para mergulhar no farto material biográfico de Maysa, guardado com cuidado por Jayme Monjardim, único filho da cantora, Manoel Carlos contou com a colaboração da pesquisadora Mariana Torres. Foram examinados mais de três mil fotos, recortes de jornais e revistas, centenas de vídeos com imagens de arquivo de várias emissoras, além das páginas originais do diário da cantora. Durante a carreira, Maysa colecionou fitas de vídeo, recortes de jornal e páginas de revistas que falavam sobre ela, material também usado na pesquisa. A minissérie ainda usou como base de consulta a biografia Maysa - Só Numa Multidão de Amores, de Lira Neto.

### Desenvolvimento da trama
Culta e muito bem informada, Maysa apesar de não ter cursado além do 2º ano ginasial, cantava e falava fluentemente francês, inglês, espanhol e italiano. Ela gravou músicas internacionais como I Love Paris (Cole Porter), Light My Fire (The Doors), Besame Mucho (da mexicana Consuelo Velasquez) e Ne Me Quitte Pas, do franco-belga Jacques Brel, uma das canções mais marcantes de sua carreira. A minissérie mostrou alguns desses shows, escolhidos pelo autor Manoel Carlos, como os do King’s Club, em Buenos Aires; do Cassino Estoril, em Portugal, e do Olympia, de Paris. Também foram mostrados shows marcantes feitos no Brasil, como um dos muitos que a cantora fez no Golden Room, no Copacabana Palace, e a antológica apresentação realizada na casa de espetáculos Canecão, após Maysa voltar ao país depois de uma longa temporada na Europa. Manoel Carlos contou que Maysa teve pelo menos sete romances palpitantes, mas, por questões dramatúrgicas, ele escolheu apenas quatro para explorar na trama. Ele usou o mesmo recurso em relação aos países visitados pela cantora: ela viajou pelo mundo inteiro, mas o autor optou por citar apenas Paris, Buenos Aires, Lisboa e Espanha, onde Maysa chegou a morar.

### Escolha e preparação do elenco
Larissa Maciel mergulhou intensamente no processo de preparação para viver Maysa. Leu diversas vezes o diário da cantora e tudo que foi publicado sobre ela na imprensa, além de entrar em contato com objetos pessoais, fotos, entrevistas e DVDs com shows e especiais de TV. Durante seis meses, a atriz teve aulas de canto e corpo e sessões de fonoaudiologia, treinando um timbre mais grave. Na reta final, fez treinamentos específicos para as cenas de shows. Um software aproximou a voz falada de Larissa da voz de Maysa. A atriz dublou a cantora nas cenas de canto. A minissérie trouxe para o mercado dramatúrgico talentos desconhecidos do grande público. Jayme Monjardim procurou atores com carreira consolidada no teatro e no cinema para formar o elenco da minissérie. Semelhança física foi um dos pontos mais exigidos na escalação. Além da própria Larissa Maciel, cria do teatro, também tinham intimidade com os palcos os atores Mateus Solano (Ronaldo Bôscoli), Nelson Barskerville (Monja), Angela Dip (Inah), Priscilla Rozenbaum (Ana), Eduardo Semerjian (André Matarazzo), Denise Weinberg (Amália Matarazzo) e Marat Descartes (Carlos Alberto). Para viver o casal de espanhóis Miguel e Gabriela Azanza, o diretor escalou o ator argentino Pablo Bellini, que vive há anos no Brasil, e a brasileira Melissa Vettore, que morou seis meses em Barcelona. Com isso, garantiu um sotaque espanhol à dupla.

## Exibição
A minissérie foi rodada com moderna tecnologia de alta definição, com câmeras que ainda estavam em teste no mundo inteiro. Para conferir mais sofisticação às cenas, foi convidado o consagrado diretor de fotografia Affonso Beato, responsável por Tudo sobre Minha Mãe (Todo sobre Mi Madre, 1999) e Carne Trêmula (Carne Trémula, 1997), filmes do espanhol Pedro Almodóvar, e A Rainha (The Queen, 2006), dirigido pelo inglês Stephen Frears.
No dia do extenso último capítulo de Maysa, a programação da Globo ficou comprimida, devido ao Big Brother Brasil, ao Globo Reporter e ao último capítulo da novela A Favorita, que também era um pouco extenso. A novela das nove se iniciou às 20h50, o BBB às 22h, o Globo Reporter às 22h30 e, por fim, a minissérie se iniciou às 23h30 e foi encerrada às 1h10, contando com praticamente 2h de duração. Mesmo assim, marcou uma média excelente de audiência: 23 pontos.

### Reprises
Foi reapresentada pelo Viva de 15 a 26 de abril de 2013, às 23h15. Foi reapresentada pela segunda vez no Viva de 4 de agosto à 29 de setembro de 2019, apenas aos domingos, às 23h45. Seria reapresentada pela terceira vez no Viva a partir de 20 de junho de 2021, substituindo Dalva e Herivelto: uma Canção de Amor, aos domingos, as 0h45. No entanto, por razões desconhecidas, a reprise foi substituída por Brava Gente.
Em comemoração aos 50 anos da TV Globo, a minissérie foi reexibida em formato de telefilme no festival Luz, Câmera, 50 Anos em 9 de janeiro de 2015. Teve 18,6 pontos de audiência na Grande São Paulo.

### Outras Mídias
A minissérie foi lançada em DVD, em abril de 2009. Uma das ideias do diretor Jayme Monjardim foi transformar a minissérie em filme, para exibição nas salas de cinema. Também foi lançada em Blu-ray, mas sem o disco de Extras.
Em 17 de Janeiro de 2022, foi disponibilizada na íntegra pelo Globoplay, como parte do Projeto Resgate.

## Música
A produção musical da minissérie é assinada por PH Castanheira e Marcus Viana, este último parceiro do diretor Jayme Monjardim desde a novela Pantanal. As cenas onde Larissa Maciel dubla a cantora Maysa nas apresentações musicais foram dirigidas por Mário Meirelles, diretor de shows da emissora.
Capa: Larissa Maciel como Maysa Matarazzo.

### CD 1
1. Resposta
2. Tarde Triste
3. Adeus
4. Ouça
5. Franqueza
6. O Que
7. Se Todos Fossem Iguais a Você
8. To the Ends of the Earth
9. Bronzes e Cristais
10. Por Causa de Você
11. Suas Mãos
12. Bom Dia, Tristeza
13. Eu Sei Que Vou Te Amar
14. Hino ao Amor

### CD 2
1. Dindi
2. O Barquinho
3. Bésame Mucho
4. Chão de Estrelas
5. I Love Paris
6. Quizás, Quizás
7. Fim de Noite
8. Primavera / Valsa de Eurídice / Canção do Amanhecer
9. Demais / Meu Mundo Caiu / Eu Preciso Aprender a Ser Só (Ao Vivo)
10. Ne Me Quitte Pas (Ao Vivo)
11. Bonita
12. What Are You Doing the Rest of Your Life?
13. Morrer de Amor

## Repercussão

### Recepção da crítica

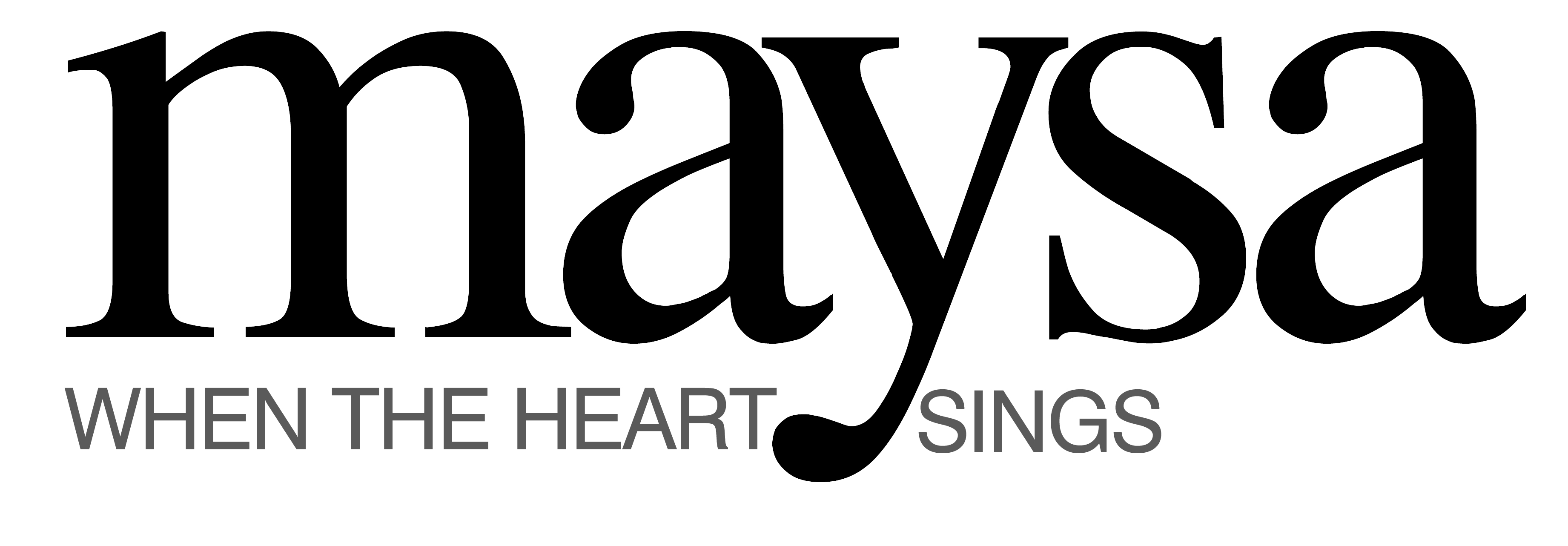
Logotipo usado na versão internacional da minissérie.

Aclamada tanto pelo público quanto pela crítica, a minissérie conquistou impressionantes 30 pontos de audiência e 47% de share em seu horário de exibição. O sucesso e a repercussão geraram um arrependimento na cúpula da TV Globo por ter cortado a minissérie pela metade; o autor Manoel Carlos havia sugerido originalmente 16 capítulos, em vez dos nove exibidos.
Em sua crítica na Folha de S.Paulo, o jornalista Carlos Calado elogiou a minissérie, destacando a eficiência do elenco, o cuidado na produção dos cenários e figurinos, e a bela fotografia de Affonso Beato, algo raro na televisão brasileira. Calado também elogiou Larissa Maciel, que interpretou a cantora com grande convicção, embora tenha notado uma leve falta de intensidade em sua performance.
Patrícia Kogut, colunista do O Globo, afirmou que a estreia de Maysa superou o principal risco de cair em excessos tecnicistas. Ela destacou que, apesar da reunião de tantos especialistas, a série conseguiu evitar um resultado frio e meramente técnico, entregando uma produção que, além de impecável tecnicamente, realmente tocou o coração do público, como prometia seu subtítulo.
Paulo Cavalcanti, da revista Rolling Stone, concedeu quatro estrelas () à série. Ele descreveu Maysa como um marco por retratar sem constrangimento as falhas e comportamentos de uma figura importante do tradicional show business nacional, avesso a expor colegas de trabalho. Ironicamente, ele atribui os méritos ao diretor Jayme Monjardim, filho da personagem retratada. Cavalcanti observou que o distanciamento pessoal de Jayme, resultante de uma relação traumática com a mãe, foi crucial para o sucesso da série. Larissa Maciel, apesar de ter que lidar com uma figura tão volátil, ganhou reconhecimento por sua interpretação.
Por outro lado, Lira Neto, autor da biografia Maysa: Só Numa Multidão de Amores, expressou algumas reservas em entrevista ao jornal O Tempo. Embora reconheça os elogios recebidos, Neto apontou que a minissérie apresenta diversas falhas. Segundo ele, ao adaptar uma história real para a teledramaturgia, é inevitável que ocorram simplificações. Neto entende o uso da ficção para colaborar com o roteiro, mas critica quando a ficção passa a ditar o rumo da série, levando a problemas na representação.

### Audiência
A estreia da minissérie gerou altos índices, marcando 30 pontos, e manteve audiência aproximada nos seguintes capítulos. Teve uma queda gradativa e perto dos últimos capítulos registrou 23 pontos, terminando com 23 pontos e 56% de share.

### Prêmios e indicações
| Ano  | Prêmio                    | Categoria                                         | Indicação                    | Resutado |
| ---- | ------------------------- | ------------------------------------------------- | ---------------------------- | -------- |
| 2009 | Prêmio Qualidade Brasil   | Atriz Série ou Minissérie de Televisão            | Larissa Maciel               | Venceu   |
| 2009 | Prêmio Qualidade Brasil   | Ator Coadjuvante Série ou Minissérie de Televisão | Mateus Solano                | Venceu   |
| 2009 | Prêmio Quem de Televisão  | Melhor Autor                                      | Manoel Carlos                | Venceu   |
| 2009 | Jornal Comércio/RS        | Destaque do Ano nas Artes                         | Maysa: Quando Fala o Coração | Venceu   |
| 2009 | Troféu APCA               | Melhor Atriz                                      | Larissa Maciel               | Venceu   |
| 2009 | Prêmio do Caderno Pop TV  | Atriz Revelação                                   | Larissa Maciel               | Venceu   |
| 2009 | Emmy Internacional        | Filme para TV ou Minissérie                       | Manoel Carlos                | Indicado |
| 2009 | Prêmio Contigo! de TV     | Melhor Minissérie                                 | Manoel Carlos                | Venceu   |
| 2009 | Prêmio Contigo! de TV     | Melhor Autor                                      | Manoel Carlos                | Venceu   |
| 2009 | Prêmio Contigo! de TV     | Melhor Direção                                    | Jayme Monjardim              | Venceu   |
| 2009 | Prêmio Contigo! de TV     | Atriz Revelação                                   | Larissa Maciel               | Venceu   |
| 2009 | Prêmio Extra de Televisão | Melhor Minissérie                                 | Manoel Carlos                | Venceu   |
| 2010 | Melhores do Ano           | Atriz Revelação                                   | Larissa Maciel               | Indicado |
| 2010 | Prêmio Portal Caras       | Melhor Minissérie                                 | Manoel Carlos                | Venceu   |